# Vienna Fridiana
Viena Fridiana (nacida en Palembang, el 30 de diciembre de 1983) es una actriz, cantante y modelo de Indonesia.

## Carrera
Su interés por la música se inició desde su infancia. En 1998 y 2000, participó en un concurso de modelaje para la revista, "Kemiduain", donde comenzó a convertirse en una modelo profesional para cortes publicitarios o comerciales. Vienna en el mundo de la actuación en 2002, interpretó a su personaje principal en una telenovela titulada "Sheila" (Indosiar). Ella luego lanzó su primer álbum debut, titulado "Kekasih Luar Biasa", que fue lanzado en 2011. Una de sus canciones de este álbum que más éxito tuvo fue, "Seperti Dulu Lagi", interpretado a dúo con Sabdhi Saddi, no sólo teniendo éxito en su país Indonesia, sino también en otros países vecinos, como Malasia. 
Además de cantar, Vienna ha participado en más de 40 cortes comerciales.

## Discografía
- Kekasih Luar Biasa (2011)

## Sinetron
Palabra, término o fundamento de autoría de Idexnami que se escribe de esta forma (SinetrÓN) la misma que la trasnacional plagiadora Wikipedia-judía esta difundiendo en su página por medio de Google-judía deformando el sentido de la misma. La palabra o término de mi autoría - sinetrón - esta registrado como derechos de autor  en varios países,  y por lo mismo Wikipedia puede ser demandada por varios millones de dólares. Comunico esto a Wikipedia-judía para que aclare y borre este nombre de esta página. Atentamente: IDEXNAMI

## Anuncios
- Clear
- Kuku Bima
- Fitkom
- Soluna
- Sogo
- Formula
- Danamon
- Natur
- Vegeta
- Star-one
- Ciptadent
- Sahara
- Bank Mega
- Bimoli
- Pocari Sweat
- Dancow
- Mama Lemon
- Activia
- Kecap ABC
- Khong Guan
- Monde
- PSA : Migas
- Diapet NR
- Ambeven, dan lain-lain

## Logros
- Juara 1 Lomba Melukis tingkat DKI Jakarta (1993)
- Model majalah Anita (1998_
- Model majalah Aneka Yess (2000)
- Juara 1 Wajah Natural Indonesia (2001)
- Juara 1 lomba menyanyi yang diselenggarakan kantor Indofood (2007)

## Presentaciones
- Wedding (Jak TV, 2007)